# Betonicina
La betonicina è un alcaloide contenuto nella betonica comune. È strutturalmente una betaina, in quanto derivato dimetilato dell'amminoacido idrossiprolina.